# Pessegueiro
Ilha do Pessegueiro (Broskvoňový ostrov) je neobydlený ostrůvek v Atlantském oceánu, který leží nedaleko města Sines v portugalském regionu Alentejo. Leží 250 metrů od pevniny a měří 300 metrů na délku a 200 metrů na šířku. Ostrov je skalnatý, tvořený převážně čedičem, nejvyšší bod leží 21 metrů nad mořem. Je součástí národního parku Parque Natural do Sudoeste Alentejano e Costa Vicentina, hnízdí na něm množství mořských ptáků. Ostrov obývali Kartaginci a Římané, z té doby se zachovaly nádrže na nasolování ryb. V roce 1588 začala stavba pevnosti na ostrově, projekt zahrnoval i jeho propojení náspem s pevninou a výstavbu přístavu, nebyl však nikdy dokončen. K ostrovu se vztahuje legenda, podle níž arabští piráti v 18. století zničili zdejší kapli s poustevnou a spálili sochu Panny Marie. Ta se však později našla nepoškozená, na paměť tohoto zázraku byla na pevnině nedaleko ostrova vybudována kaple Capela de Nossa Senhora da Queimada (spálené Panny Marie).